# Rovantakainen
Rovantakainen är en sjö i Kiruna kommun i Lappland och ingår i Torneälvens huvudavrinningsområde. Sjön har en area på 0,0644 kvadratkilometer och ligger 256 meter över havet. Rovantakainen ligger i Torne och Kalix älvsystem Natura 2000-område.

## Delavrinningsområde
Rovantakainen ingår i det delavrinningsområde (751848-174871) som SMHI kallar för Mynnar i Torneälvens vattendragsyta. Medelhöjden är 261 meter över havet och ytan är 20,69 kvadratkilometer. Räknas de 8 avrinningsområdena uppströms in blir den ackumulerade arean 153,51 kvadratkilometer. Puolisjoki som avvattnar avrinningsområdet har biflödesordning 2, vilket innebär att vattnet flödar genom totalt 2 vattendrag innan det når havet efter 311 kilometer. Avrinningsområdet består mestadels av skog (49 procent) och sankmarker (37 procent). Avrinningsområdet har 0,72 kvadratkilometer vattenytor vilket ger det en sjöprocent på 3,5 procent. Bebyggelsen i området täcker en yta av 0,5 kvadratkilometer eller 2 procent av avrinningsområdet.